# Lindsey Haun
Lindsey Haun (Los Ángeles, California, 21 de noviembre de 1984) es una actriz y cantante estadounidense, conocida por su papel de Mara Chaffee en la película de 1995 El pueblo de los malditos y por interpretar a Hadley en la serie de HBO True Blood.

## Biografía

### Vida personal
Lindsey Haun nació el 21 de noviembre de 1984. Es hija de Jimmy Haun, un artista de grabación, y la nieta del cantante Rouvaun (Jim Haun). Su madre era coreógrafa.

### Carrera
Lindsey comenzó a actuar cuando tenía tres años en un comercial de Little Caesars. Su primera aparición en televisión fue en un episodio de Anything But Love, y su primer papel importante fue como Mara Chaffee en la película El pueblo de los malditos.
También protagonizó el a Mahree Bok en The Color of Friendship del año 2000, que se basa en una historia real; desde allí continuó su relación con Disney. Más tarde apareció en ABC Family 's Brave New Girl, una película para televisión basada en el libro coescrito por Britney Spears.
En 2006, protagonizó la película Broken Bridges con Toby Keith, y también firmó con su sello discográfico, Exposición Canina Nashville, para ser su primer artista "cross-over". Haun también aparece en la banda sonora de la película.
Ese año, también coprotagonizó la película Romeo y Jewel, una película basada en William Shakespeare, pero situado en Los Ángeles y la participación de un romance interracial.

## Filmografía

### Cine
| Año  | Película                                           | Personaje             | Notas        |
| ---- | -------------------------------------------------- | --------------------- | ------------ |
| 1993 | Rescate desesperado: La historia de Cathy Mahone   | Lauren Mahone         | Telefilme    |
| 1994 | Color rojo oscuro                                  | Gracie Rickman        | Telefilme    |
| 1994 | Hijos de la Oscuridad                              | Jamie Harrison        | Telefilme    |
| 1994 | Jack Reed: Una búsqueda de la justicia             | Laura                 | Telefilme    |
| 1995 | El Pueblo de los Malditos                          | Mara Chaffee          | Protagonista |
| 1997 | Llegar al corazón: La historia de Barbara Mandrell | Barbara (adolescente) | Telefilme    |
| 1998 | Addams Family Reunion                              | Jenny Addams          |              |
| 2000 | The Color of Friendship                            | Mahree Bok            | Telefilme    |
| 2004 | Un sueño para Holly                                | Holly Lovell          | Telefilme    |
| 2006 | Puentes Rotos                                      | Dixie Leigh Delton    |              |
| 2007 | Shrooms                                            | Tara                  |              |
| 2008 | Romeo y Jewel                                      | Jewel                 |              |
| 2011 | La Zona de la Vida                                 | Staci Horowitz        |              |
| 2011 | La verdad sobre los ángeles                        | Kate                  |              |
| 2013 | Casa de las últimas cosas                          | Kelly                 |              |
| 2013 | Ordenado                                           | Nancy                 | Cortometraje |
| 2014 | Hanky Panky                                        | Rebecca (voz)         | Cortometraje |
| 2015 | Reiniciar                                          | Stephanie             | Cortometraje |
| 2016 | Alto y Fuera                                       | Heather               |              |

### Televisión
| Año       | Serie                      | Personaje         | Notas                                                                            |
| --------- | -------------------------- | ----------------- | -------------------------------------------------------------------------------- |
| 1991      | Cualquier cosa menos amor  | -                 | Episodio: "Aventuras en el canguro"                                              |
| 1992      | Campamento Wilder          | Lindsey           | Episodio: "El cumpleaños de Sophie"                                              |
| 1994      | Diagnosis: Murder          | Niña              | Episodio: "Nirvana"                                                              |
| 1994      | Melrose Place              | Alison (joven)    | Episodio: "En la cama con el enemigo" Episodio: "Hasta que la muerte nos separe" |
| 1995      | Star Trek: Voyager         | Beatrice Burleigh | Episodio: "Learning Curve" Episodio: "Persistencia de la visión"                 |
| 1996      | 3rd Rock from the Sun      | Lisa              | Episodio: "Green-Eyed Dick"                                                      |
| 1997      | Star Trek: Voyager         | Beldad            | Episodio: "La vida real"                                                         |
| 1997-1998 | The Tom Show               | Ámbar             | Episodio: "Publicidad Bad" Episodio: "The Band"                                  |
| 2001      | 100 deeds for Eddie McDowd | Shelby            | Episodio: "Personal Trainer"                                                     |
| 2002      | Philly                     | Kelly Sarno       | Episodio: "No hay negocio como ningún negocio"                                   |
| 2002      | Malcolm in the middle      | Kristen           | Episodio: "Poker # 2"                                                            |
| 2005      | Centro del universo        | Megan             | Episodio: "Oh hermano, ¿qué demonios estabas pensando?"                          |
| 2005      | Alias                      | Miranda           | Episodio: "Profeta Cinco"                                                        |
| 2006      | 7th Heaven                 | Maggie Hamilton   | Episodio: "La magia de Gershwin"                                                 |
| 2007      | Sin rastro                 | Zoe Furler        | Episodio: "Noel y Efecto"                                                        |
| 2008      | Mentes criminales          | Jordan Norris     | Episodio: "Memoria de elefante"                                                  |
| 2008      | Archivo muerto             | Julie Reed (1978) | Episodio: "Roller Girl"                                                          |
| 2009-2012 | True Blood                 | Hadley Hale       | Papel recurrente                                                                 |
| 2014      | Graceland                  | Ramona            | Episodio: "Número mágico" Episodio: "HA-Doble-PY"                                |